# إنتل 80386EX

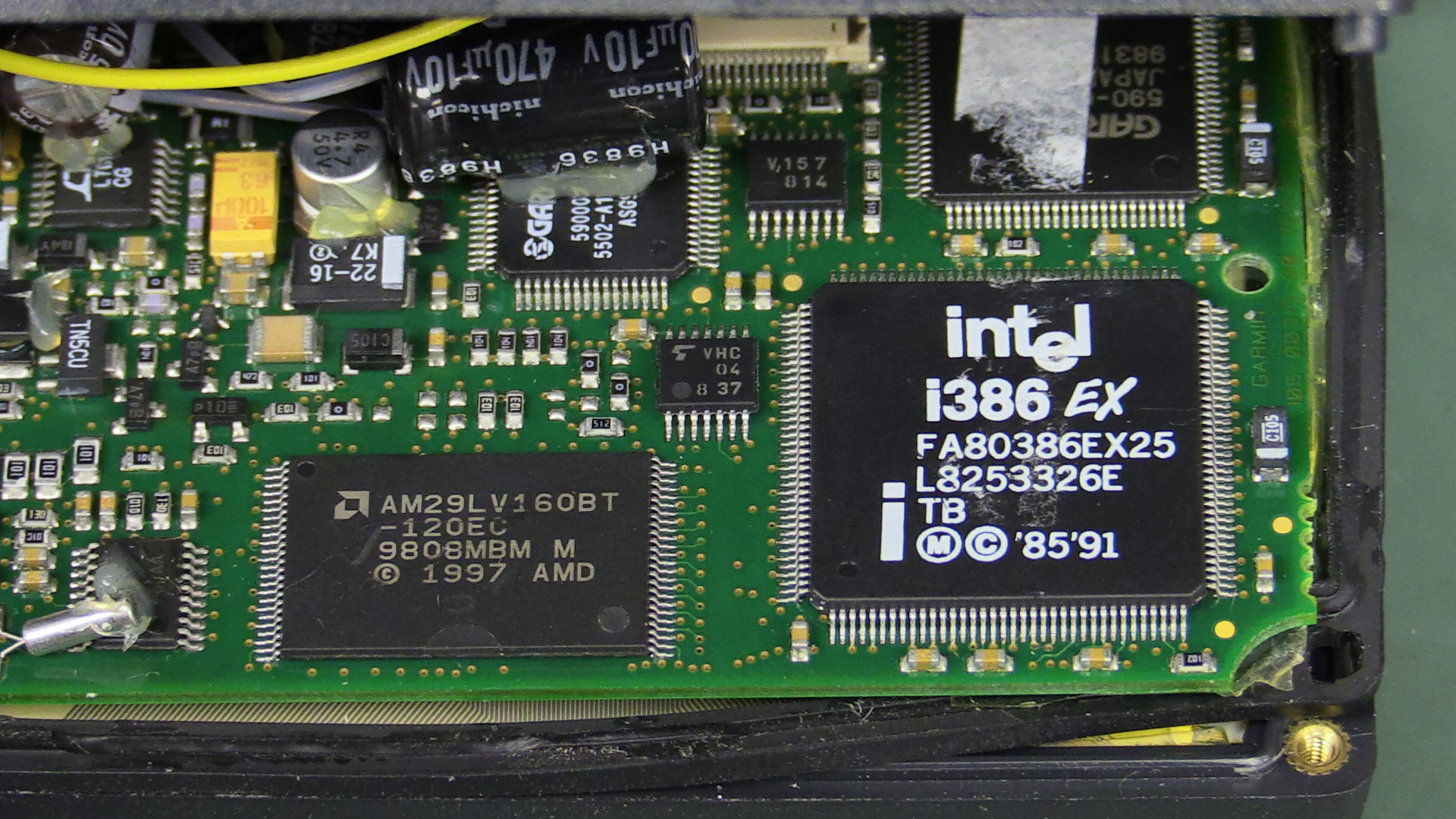

إنتل 80386EX هو البديل للمعالج الدقيق إنتل 386 المصمم للأنظمة المدمجة. قدم في شهر أغسطس من عام 1994 وكان ناجحاً في السوق حيث استخدم في عدد من الأقمار الصناعية.
لم تنتج إنتل معالجات أخرى من نوع x86 حتى عام 2007 عندما أكدت معالجات البنتيوم M-based الجديدة إنتل EP80579 (تولاباي).

## الخصائص
- قدم في أغسطس 1994.
- بديل 80386SX ومخصص للأنظمة المدمجة.
- ذاكرة عنونة بمقدار 26 بت لـ 64 مبيبايت من ذاكرة الوصول العشوائي الديناميكية (DRAM)
- أساس ثابت (Static core)، أي قد تعمل ببطئ على النحو المطلوب، وصولاً إلى توقف كامل.
- الملحقات المدمجة على الرقاقة:
  - إدارة الطاقة وسرعة المعالج (clock)
  - timers/counters
  - مؤقت حارس
  - وحدات I/O متسلسلة (متزامنة وغير متزامنة) وl I/O متوازية
  - وصول مباشر للذاكرة
  - RAM refresh
  - JTAG test logic
- أكثر نجاحاً من 80376
- تستخدم في الأقمار الصناعية
- استخدمتها ناسا في مشروع FlightLinux

## وصلات خارجية
- 386EX characteristics (Broken link (20/3/2011))